# 蒂維里塔

蒂維里塔（Tibiritá）是哥倫比亞的城鎮，位於該國中部，由昆迪納馬卡省負責管轄，距離首府波哥大121公里，始建於1778年，面積57平方公里，海拔高度1,980米，2005年人口2,888。
5°03′9.576″N 73°30′14.1906″W / 5.05266000°N 73.503941833°W